# Amiri Baraka
Amiri Baraka (født 7. oktober 1934, død 9. januar 2014), tidligere kendt som LeRoi Jones og Imamu Amear Baraka var en amerikansk forfatter, der var mest kendt for sit drama og poesi. 
Amiri Baraka blev født som Everett LeRoi Jones i 1934 i Newark, New Jersey, USA. Han flyttede til Greenwich Village i New York i slutningen af 1950'erne. Indtil midten af 1960'erne udgav han værker under navnet LeRoi Jones, men efter mordet på Malcolm X i 1965 tog han navneforandring til Amiri Baraka og flyttede til Harlem.
Igennem hele sin karriere har Amiri Baraka udforsket en bred vifte af temaer i sine værker, både af personlig og politisk karakter, bl.a. raceforhold, beat-æstetik, sort nationalisme, marxisme og nutidige politiske begivenheder.
Baraka har grundlagt eller været med til at grundlægge en række organisationer, bl.a. Yugen Magazine, Totem Press, Black Arts Repertory Theatre og Congress of African People.
Han har undervist på universiteter som Yale og George Washington. 